# 林尊賓
林尊賓（？—1647年），字燕公，福建興化府莆田縣人，明朝、南明政治人物、經學家。

## 生平
林尊賓年少力學能文，是崇禎十五年（1642年）壬午科福建鄉試第四名舉人（經魁）。肆力於六經諸史百家，得名士倪元璐、張溥、陳子龍、錢肅樂等賞識，偕入京師。崇禎十六年（1643年）癸未科會試不第。
崇禎十七年（1644年）與弘光元年（1645年）兩京陷落。林尊賓終日哀歎不已。監國魯二年（清順治四年，1647年）魯王朱以海反攻福建，佔據府縣，特旨授林尊賓兵科都給事中，督率各鎮義旅，圖謀恢復，同年兵敗受傷身死。

## 著作
著有《雁園集》四卷。